# 洛布西根湖
47°01′51″N 7°17′53″E / 47.03083°N 7.29806°E

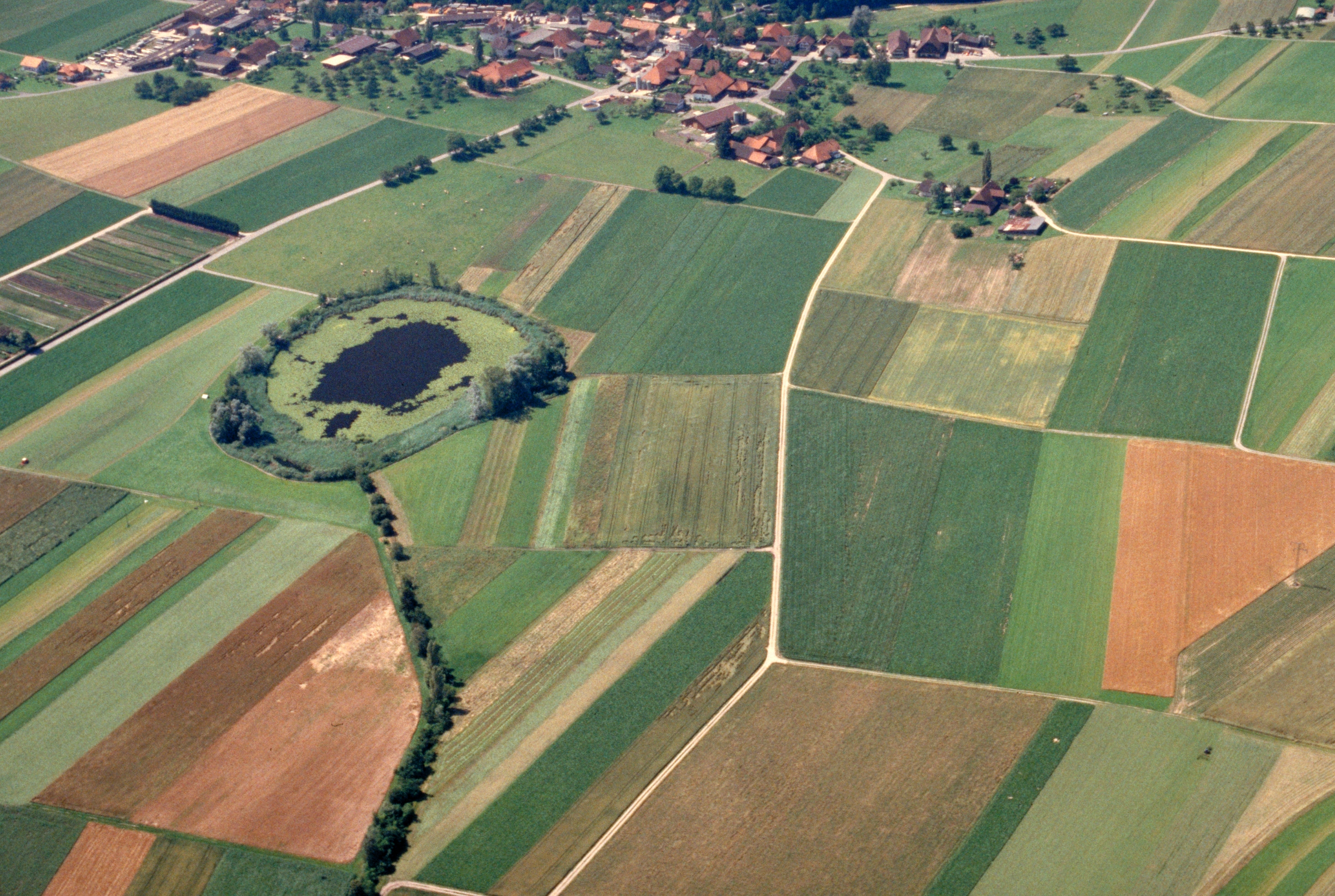

洛布西根湖（Lobsigensee），是瑞士的湖泊，位於該國西部，由伯恩州負責管轄，處於塞多夫，長0.2公里、寬0.1公里，面積0.02平方公里，海拔高度515米，最大水深2.5米。